# Rogneda minuta
Rogneda minuta är en plattmaskart som beskrevs av Uljanin 1870. Rogneda minuta ingår i släktet Rogneda och familjen Polycystididae. Inga underarter finns listade i Catalogue of Life.